# مهران دوستی
مهران دوستی (متولد ۳ بهمن ۱۳۳۵ در روستای بلده، مازندران - درگذشتهٔ ۲ خرداد ۱۳۹۴ در تهران) گویندهٔ رادیو و مجری برنامه‌های تلویزیونی ایرانی بود.

## زندگی
او در روستای بلده از توابع نور زاده شد و دانش‌آموختهٔ رشتهٔ مکانیک و مهندسی تصفیهٔ آب در ایالات متحدهٔ آمریکا بود.
در سال ۱۳۵۹ و هنگام تصدی سمت مدیریت تولید صدا و سیمای مرکز گیلان، به‌دلیل نیامدن گوینده، این کار را بر عهده گرفت و از آن پس این حرفه را دنبال کرد.
دوستی اولین کسی بود که از سال ۶۰ گویندگی برنامه‌های جبهه را به عهده گرفت و در زمان جنگ ایران و عراق اطلاعیه‌های ارتش و اخبار مهم ترین عملیات های جنگی را از رادیو اعلام می کرد. تا این که سال ۶۵ رادیو جبهه راه اندازی شد و دوستی به عنوان اولین گوینده فعالیتش را در این شبکه رادیویی آغاز کرد. او همراه با گویندگانی مثل نورشاهی برنامه های این شبکه رادیویی را اجرا می کرد. شب هایی که عملیات بود، مهران دوستی وارد جام جم می شد تا با صدای حماسی اش از اتفاقات جبهه و رشادت های رزمندگان بگوید. صدای پرهیجان این مرد بزرگ، مردم را با شرایط آن دوران و رزمندگان همراه می کرد. مردم به واسطه گویندگی او از جدیدترین اخبار و اطلاعیه های مربوط به جنگ باخبر می شدند.

او در سالیان اخیر به‌عنوان یکی از چهره‌های شناخته‌شدهٔ رادیو، گویندگی برنامه‌های متعددی را برعهده داشت و همکاری در برنامه‌های تلویزیونی ازجمله سینما یک، سینما دو و سینما چهار و انبوه تیزرهای تبلیغاتی از دیگر فعالیت‌های او در حیطهٔ گویندگی بود.
برنامه «هزار پنجره» با تهیه‌کنندگی نعمت رئوفی و نویسندگی و سردبیری یدالله گودرزی، عرصه‌ای تازه برای درخشش مهران دوستی فراهم کرد. وی پس از چند سال، با همین برنامه به اجراهای زنده روی آورد و دوران اوج وی فرارسید.
دوستی توانسته بود با اجرای بی نظیر خود، سلسله برنامه‌های ساعات بعد از ظهر رادیو جوان را تبدیل به پرشنونده‌ترین ساعات رادیو کند. اجرای حماسی داستان‌های کهن از جمله شاهنامه فردوسی با صدای مخملی وی زبانزد علاقمندان رادیو بود.
این متن از زبان مهران دوستی است: «من مهران دوستی هستم… دقیقاً ساعت ۳ بامداد روز سوم بهمن‌ماه ۱۳۳۵ در روستای بلده، از توابع نور، که به آن «عَلَمدِهْ» می‌گفتند و امروز به آن «رویان» می‌گویند، در مازندران به‌دنیا آمدم. بیشترِ دوران کودکی، نوجوانی و جوانی را در دامنهٔ جنگل‌های انبوه البرز گذراندم. در دوران پایانیِ تحصیلِ دبیرستان به تهران آمدم. چند سال در تهران بودم و سپس باز به شمال (رویان) برگشتم. بعد از گرفتن دیپلم، چون در انجمن ایران و آمریکای آن زمان جزو شاگردان ممتاز در یادگیری زبان انگلیسی بودم، امتحان تافل دادم و با نمره‌ای خوب از دانشگاه هوستون ایالت تگزاس پذیرش گرفتم و شدم یکی از هزاران دانشجوی ایرانیِ مقیم آمریکا. بعد از انقلاب، در سال ۱۳۶۰ به ایران برگشتم و از همان زمان تا حالا شما صدای مرا از رادیو و تلویزیون می‌شنوید و من میهمان لحظات صبح و عصر شما هستم.»
مهران دوستی، از مادری رودسری بوده‌است. وی از دانشجویان اخراجی ایران در آمریکا به دلیل انقلاب سال ۵۷ بوده که پس از بازگشت به ایران در رادیوی گیلان مشغول به کار می‌شود.
علی انصاری که استاندار گیلان بود در استخدام مهران دوستی در رادیو گیلان نقش مهمی داشته‌است.
وی در چند سال اخیر به‌عنوان گویندهٔ برترِ رادیو و نمایندهٔ ایران در اتحادیهٔ رادیو تلویزیونی آسیا ـ اقیانوسیه (Asia-Pacific Broadcasting Union: ABU) انتخاب شد.

## خصوصیات برجسته
مهران دوستی فعالیت خود را از سال ۱۳۵۹ با رادیو رشت آغاز کرد. سپس به تهران آمد و تست گویندگی داد. وقتی استادان صدای او را شنیدند، همه متفق القول بودند که صدای خوب و متفاوتی دارد. از آنجا که صدای دوستی بسیار حماسی و بانشاط بود، نه تنها برای گویندگی برنامه های مختلف رادیو، بلکه در تمام اتفاقات حساس و ملی، او به عنوان یک گوینده پرانرژی و بانشاط همراه رسانه ملی بود. بخشی از تسلط و تبحر مهران دوستی در اجرا به خاطر میزان اطلاعات و دانایی بالایی بود که از مطالعه کتابها و نشریات بدست آورده بود. میزان شناخت او از فرهنگ و هنر سبب شده بود که سالهای متوالی او به عنوان مجری کارشناس در بخش سینمایی برنامه های خویش و نیز در بخش جنبی جشنواره فیلم فجر هر سال حضور پررنگی داشته باشد. برنامه‌هایی چون «سیمرغ فجر» در سال 72، تا «کمی برایم سینما بیاور» در دهه هشتاد و تا سال 1393 که حال و هوای جشنواره فیلم فجر را در سرتاسر ایران به گوش همگان می رسانید.

## آثار

### برنامه‌های رادیویی
| نام برنامه             | سمت          | شبکه               | نوع ضبط |
| ---------------------- | ------------ | ------------------ | ------- |
| رادیو جبهه             | مجری، گوینده | شبکه رادیویی ایران | زنده    |
| عصر زنده با رادیو      | مجری، گوینده | شبکه رادیویی ایران | زنده    |
| راه شب                 | مجری، گوینده | شبکه رادیویی ایران | زنده    |
| ادبستان                | گوینده       | شبکه رادیویی جوان  | تولیدی  |
| مجله بامدادی           | گوینده       | شبکه رادیویی جوان  | زنده    |
| هزار پنجره             | مجری، گوینده | شبکه رادیویی جوان  | زنده    |
| نشانی                  | مجری، گوینده | شبکه رادیویی جوان  | زنده    |
| عصر پرتقالی            | مجری، گوینده | شبکه رادیویی جوان  | زنده    |
| کافه رادیو             | مجری، گوینده | شبکه رادیویی جوان  | زنده    |
| آن دم که شب شود        | مجری         | شبکه رادیویی نمایش | زنده    |
| هزار افسان             | گوینده       | شبکه رادیویی جوان  | تولیدی  |
| ورزش صبحانه رادیو      | مجری         | شبکه رادیویی جوان  | تولیدی  |
| رادیو من               | مجری، گوینده | شبکه رادیویی جوان  | زنده    |
| بخش نیمروزی رادیو پیام | گوینده       | شبکه رادیویی پیام  | زنده    |

### برنامه‌های تلویزیونی
| نام برنامه  | سمت    | شبکه           | نوع ضبط |
| ----------- | ------ | -------------- | ------- |
| سینما یک    | گوینده | شبکه یک سیما   | تولیدی  |
| سینما دو    | گوینده | شبکه دو سیما   | تولیدی  |
| سینما چهار  | گوینده | شبکه چهار سیما | تولیدی  |
| سینما مستند | گوینده | شبکه چهار سیما | تولیدی  |

## درگذشت
دوستی در مهرماه ۱۳۹۳ تحت عمل جراحی قلب قرار گرفت و بعد از آن همواره با مشکل تنفسی دست و پنجه نرم می‌کرد تا اینکه در تاریخ ۲ خرداد ۱۳۹۴ بر اثر ایست قلبی در بیمارستان رامتین تهران درگذشت. مهران دوستی به دلایلی در هیچ مراسم خاکسپاری شرکت نمی‌کرد، به استثنای مراسم خاکسپاری رضا صفدری. از قضا هنگام دفن وی در قطعه هنرمندان وی دقیقاً در طبقه دوم قبر رضا صفدری دفن شد و دو دوست قدیمی بار دیگر به یکدیگر رسیدند. به این ترتیب پرونده کافه رادیو برای همیشه بسته شد. برای تشییع جنازهٔ مهران دوستی مردمانی از شیراز، تبریز، کرمانشاه به مقابل مسجد بلال صدا و سیمای ایران آمده بودند. بعضی از این افراد هیچوقت مهران را ندیده نبودند و تنها صدای وی را شنیده بودند.

## کافه رادیو
کافه رادیو نامی بود که  یدالله گودرزی، مدیر گروه فرهنگ رادیو جوان بر برنامه عصرگاهی مهران دوستی نهاد و این برنامه نقطه اوجی در کارهای دوستی شد. بعد از مهران دوستی اعلام شد که برنامه کافه رادیو به یاد مهران دوستی دیگر پخش نخواهد شد اما دوست داران و شنوندگان رادیو جوان که بی تاب دوری وی بودند درخواست کردند برنامه ادامه پیدا کند؛ بنابراین تا ماه‌ها بعد کافه رادیو با صدای مهران دوستی از برنامه‌های آرشیوی پخش شد تا کم‌کم گوینده‌هایی با صدای نزدیک به مهران جای وی را پر کردند. کافه رادیو بعد از پنج سال تعطیلی از روز یکم اردیبهشت ۱۳۹۹ با گویندگی علیرضا کنگرلو، دوباره فعالیت خود را آغاز کرد.

## نام‌گذاری خیابانی به نام مهران دوستی
همزمان با سالروز درگذشت مهران دوستی در سال ۱۳۹۵، خیابان اسفراین در منطقه ۶ به مهران دوستی تغییر نام داد. دو روز بعد از درگذشت مهران دوستی در جلسه شورای شهر تصویب شد که خیابانی را به نام این گوینده نامگذاری کنند. مراسم تغییر نام خیابان اسفراین در منطقه ۶ تهران با حضور خانواده دوستی و جمعی از اهالی هنر و رسانه برگزار شد.